# Prince Regent (Docklands Light Railway)
Prince Regent è una stazione della Docklands Light Railway (DLR) nelle Docklands, est di Londra. La stazione venne aperta il 28 marzo 1994 ed è sottotitolato for ExCeL East.
La stazione si trova sulla diramazione per Beckton tra quelle di Custom House e Royal Albert, nella Travelcard Zone 3. 
Durante le principali mostre presso l'adiacente Excel Center, un servizio di navetta DLR aggiuntivo opera tra le stazioni di Canning Town e Prince Regent, per integrare il normale servizio da Tower Gateway a Beckton.